# Descarrego
Descarrego em religiões afro-brasileiras como Umbanda e Candomblé bem como neopentecostais é um ritual empregando banhos de ervas, orações e outros para livrar uma pessoa de espíritos ou entidades sobrenaturais maléficas, bem como livrá-la de energias deletérias

## Religiões afro-brasileiras e brasileiras

### Candomblé
O descarrego é um nome usado no Candomblé para indicar os banhos de purificação ou de descarga espiritual pertencentes a algum santo ou entidade.

### Umbanda
Na Umbanda, o descarrego é uma das funções mais importantes para manter o padrão vibracional para afastar o máximo possível os espíritos de pouca luz. O médium deve tomar, sempre que necessário, os banhos de descarrego adequados aos seus orixás e Guias.
O ritual de descarrego é realizado através de diferentes tipos de banhos, como de mar, cachoeira, ervas e de sal grosso que servem para livrar a pessoa de energias deletérias. Além de banhos, existe o descarrego realizado pelas próprias entidades no consulente, através de passes energéticos e outro método que vem sendo menos utilizado na Umbanda é com o uso da pólvora ou "roda de fogo" onde a pessoa é colocada dentro de um círculo traçado com pólvora no chão que em seguida é aceso.

## Neopentecostalismo brasileiro
Os rituais de purificação como o ritual de descarrego é presente no neopentecostalismo brasileiro como é o caso da IURD que adota práticas religiosas do catolicismo popular e da Umbanda; utilizando-se de um sincretismo, estabelece contato com a cultura religiosa de sua clientela, por exemplo, realizando sessões de descarrego em uma apropriação de rituais das religiões de raízes africanas.